# 海軍軍医大学
中国人民解放軍海軍軍医大学（ちゅうごくじんみんかいほうぐん かいぐんぐんいだいがく、略称: 海軍軍医大学）または中国人民解放軍第二軍医大学（ちゅうごくじんみんかいほうぐん だいにぐんいだいがく、略称: 第二軍医大学）は、中国人民解放軍総後勤部隷下の大学である。上海市楊浦区中華民国国防医学院跡地に所在する。1949年9月に設立され、1951年に「中国人民解放軍第二軍医大学」の名称が決定。占地面積は110万平方メートル、総建築面積は67万平方メートル余り。
中国におけるトップクラスの肝臓外科を誇っている。なお、軍医大学では民間留学生は受け入れていない。

## 付属病院
- 第二軍医大学付属長海医院
- 第二軍医大学付属長征医院
- 第二軍医大学付属東方肝胆外科医院